# Boven Veensloot
Boven Veensloot – wieś w Holandii, w prowincji Groningen, w gminie Menterwolde.